# Diamond Dogs (filme)
Diamond Dogs é um filme canadense e chinês policial/de ação de 2007, dirigido por Shimon Dotan e Dolph Lundgren (sob o pseudônimo de 'Samuel Dolhasca') e estrelado por Lundgren.
 

## Sinopse
Um empresário contrata um mercenário (Dolph Lundgren) para encontrar um artefato budista de valor inestimável que, segundo rumores, possui habilidades sobrenaturais.

## Elenco
- Dolph Lundgren - Xander Ronson
- Nan Yu - Anika
- Xue Zuren - Anne Shaw
- William Shriver - Chambers
- Raicho Vasilev - Zhukov
- Zhang Chunnian - Eye Patch